# Silicon Knights
Pour les articles homonymes, voir Silicon et Knight.
Silicon Knights était une société canadienne de développement de jeu vidéo, fondée en 1992 par Denis Dyack et basée à Saint Catharines et fermée en 2014.

## Histoire
Après trois premiers jeux sur ordinateurs personnels, la société se fait connaitre du grand public avec le jeu Blood Omen: Legacy of Kain, sur PlayStation et sur PC.
En 2000, Silicon Knights devint un développeur second-party de Nintendo. La société devait développer des jeux « matures » pour la Nintendo 64. Son premier projet fut Eternal Darkness: Sanity's Requiem, finalement transféré sur GameCube. En 2003, Silicon Knights collabore avec Konami pour le développement de Metal Gear Solid: The Twin Snakes sur GameCube. 
En 2005, Silicon Knights rompt son contrat d'exclusivité avec Nintendo et signe un nouveau contrat avec Microsoft Game Studios. La compagnie nipponne possède cependant toujours des parts dans le capital de la société.
En 2008, sort l'exclusivité Xbox 360 : Too Human. Le jeu est un échec critique et commercial.
Le 9 octobre 2010, Activision annonce le prochain jeu Marvel, X-Men: Destiny développé par Silicon Knights.
À la suite de l'échec critique et commercial du jeu d'Activision, Silicon Knights, en grande difficulté financière, et après de nombreux licenciements, fait faillite le 16 mai 2014.

## Productions
- 1992 - Steel Empire
- 1993 - Fantasy Empires
- 1994 - Dark Legions
- 1996 - Blood Omen: Legacy of Kain
- 2002 - Eternal Darkness: Sanity's Requiem (GameCube)
- 2004 - Metal Gear Solid: The Twin Snakes (GameCube)
- 2008 - Too Human (Xbox 360)
- 2011 - X-Men: Destiny (Xbox 360, PlayStation 3, Wii)